# بوکسوم
بوکسوم (به هلندی: Boksum) یک منطقهٔ مسکونی در هلند است که در منامرادیل واقع شده‌است. بوکسوم ۴۰۵ نفر جمعیت دارد.